# Sin querer queriendo (canción)
«Sin querer queriendo» es una canción interpretada por la cantante argentina Lali, junto al dúo venezolano/argentino Mau & Ricky. Se lanzó como el quinto sencillo de su tercer álbum de estudio, Brava (2018) a través de Sony Music Argentina. Fue escrita por Lali, Mau Montaner, Camilo Echeverry, Nano Novello, Luis Burgio, Peter Akselrad y sus productores, Ricky Montaner, Di Genius y Jon Leone. Más tarde, la canción se incluyó en el álbum debut de Mau y Ricky, Para aventuras y curiosidades (2019).
En 2019, la canción ganó el premio a canción del año en la 21.ª entrega anual de los Premios Gardel, convirtiendo a Lali en la primera cantante femenina en ganar en la categoría.

## Antecedentes
«Sin querer queriendo» sigue la colaboración anterior de Lali en la versión remix de «Mi mala» de Mau y Ricky, que también presenta a Becky G, Leslie Grace y Karol G. Los hermanos Montaner nombraron la canción como la hermana pequeña de «Mi mala». En la letra de la canción, Espósito lamenta haberse besado con Mau y Ricky, alegando que se sentía sola, aunque el dúo afirma que parecía intencional.

## Video musical
Dirigido por Diego Berakha, el videoclip que acompaña al sencillo se estrenó en Vevo el 23 de agosto de 2018, después de mostrarlo en el primer show de Lali durante el Brava Tour. Lali y Berakha habían trabajado juntos anteriormente en el video musical de «100 grados». En el video "colorido y minimalista", Lali seduce a Mau y Ricky, al mismo tiempo que se divierten. Se ve a los tres con ropa de jeans y Lali realiza una coreografía dinámica con cuatro bailarinas.
El 15 de febrero de 2020, el video musical alcanzó los 100 millones de visitas en YouTube. Se convirtió en el primer video musical de Lali en alcanzar el hito como artista principal y el segundo en general.

## Actuaciones en vivo
Lali y el dúo Montaner interpretaron la canción juntos por primera vez en los dos primeros shows de Brava Tour en el Estadio Luna Park el 23 y 24 de agosto de 2018.

## Premios y nominaciones
| Año  | Premio                | Categoría                    | Resultado | Ref.   |
| ---- | --------------------- | ---------------------------- | --------- | ------ |
| 2019 | Premios Carlos Gardel | Canción del año              | Ganador   | [ 11 ] |
| 2019 | Premios Quiero        | Mejor video artista femenino | Nominado  | [ 12 ] |

## Posicionamiento en listas
| Listas (2018)                             | Mejor posición |
| ----------------------------------------- | -------------- |
| Argentina (Hot 100)                       | 14             |
| Argentina Airplay (Monitor Latino)        | 7              |
| Argentina Latin Airplay (Monitor Latino)  | 6              |
| Argentina National Songs (Monitor Latino) | 3              |
| Chile Pop (Monitor Latino)                | 17             |
| Nicaragua Pop (Monitor Latino)            | 15             |
| Paraguay Pop (Monitor Latino)             | 16             |
| Uruguay (Monitor Latino)                  | 13             |

| Listas (2018)                | Posición |
| ---------------------------- | -------- |
| Ecuador Pop (Monitor Latino) | 80       |
| Listas (2019)                | Posición |
| Argentina (Monitor Latino)   | 73       |

## Certificaciones
| País      | Organismo certificador | Certificación | Ventas certificadas | Ref.   |
| --------- | ---------------------- | ------------- | ------------------- | ------ |
| Argentina | CAPIF                  | Platino       | 20 000              | [ 23 ] |

## Créditos
- Lali Espósito: voz, composición.
- Ricky Montaner: voz, composición, productor.
- Mau Montaner: composición.
- Di Geniues: compositor, productor.
- Jon Leone: compositor, productor.
- Luis Burgio: composición.
- Gustavo Novelo: composición, ingeniería.
- Peter Akselrad: composición.
- Camilo Echeverry: composición.
- Antonella Giunta: coros.
- Stefania Romero: coros.

Créditos adaptados desde Tidal.